# Mariano Pelliza
Mariano Pelliza (Buenos Aires, 1837 - ?, 1902) était un écrivain, poète, historien et critique argentin.
Il fut sous-secrétaire au ministère argentin des Affaires étrangères et collaborateur des revues La Semana Platense et Revista Argentina.

## Publications
- La Organización Nacional.
- La cuestión del Estrecho de Magallanes: cuadros históricos.
- Monteagudo, su vida y sus escritos (1880).
- Historia argentina.
- Córdoba histórica.
- Carta a José Hernández (lettre élogieuse adressée à José Hernández à l’occasion de la parution de Martín Fierro, 27 mars 1873).